# Коцо Фрата (Потенца)
Коцо Фрата (итал. Cozzo Fratta) је насеље у Италији у округу Потенца, региону Базиликата.
Према процени из 2011. у насељу је живело 20 становника. Насеље се налази на надморској висини од 733 м.